# Midtjyske Jernbaner

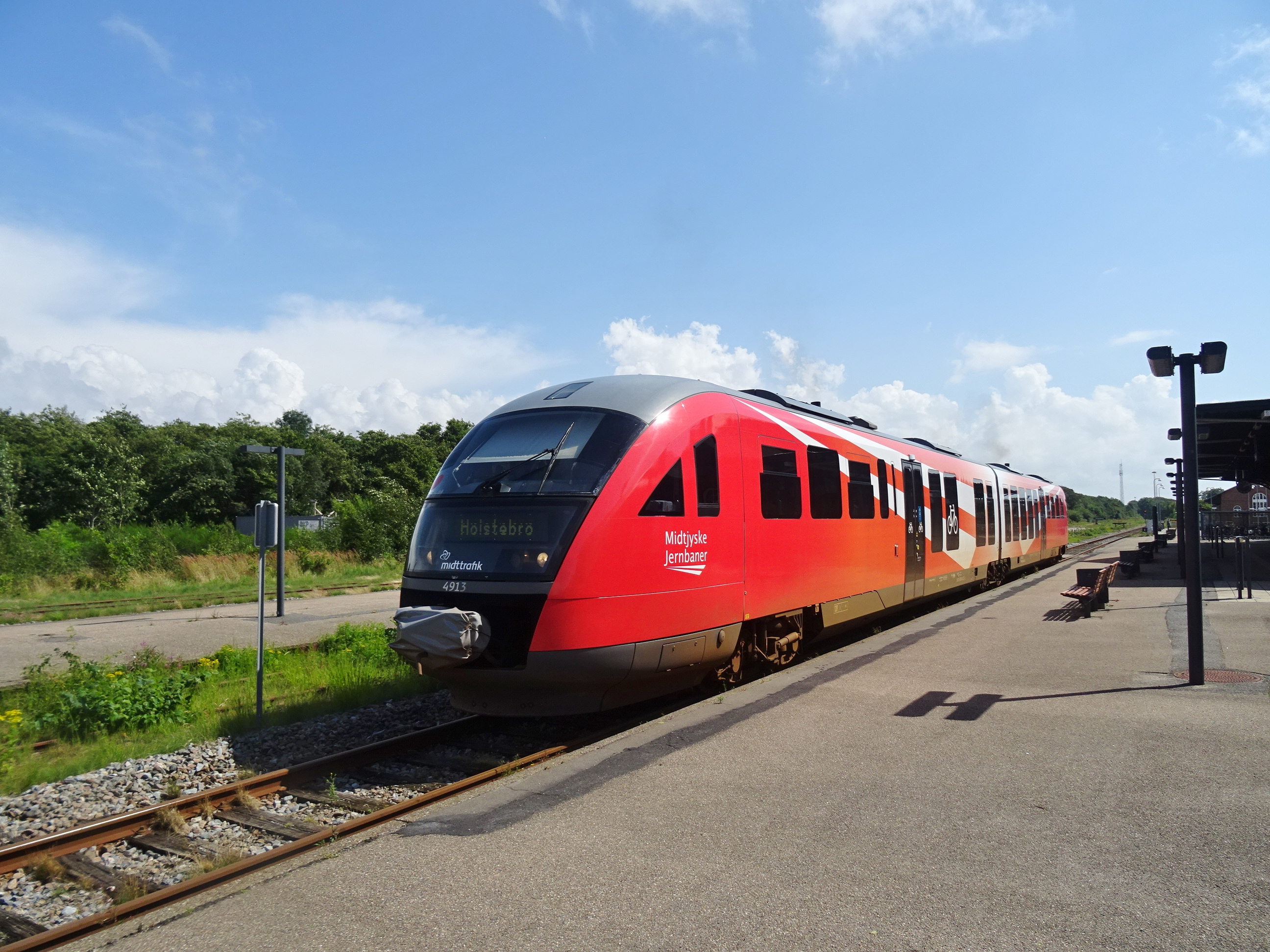
Desiro-tåg på Ringkøbing Station.

Midtjyske Jernbaner A/S är ett danskt järnvägsbolag, som äger och driver Lemvigbanen mellan Vemb, Lemvig och Thyborøn i Västjylland. Dessutom driver det en del av Vestjyske længdebane mellan Skjern och Holstebro. Företaget ägs av det regionägda Midttrafik, Lemvigs kommun, Holstebro kommun och ett antal privatpersoner.
Midtjyske Jernbaner bildades 2008 genom en fusion av Lemvigbanen och Odderbanen mellan Aarhus och Odder i Östjylland. Senare beslöts att Odderbanan och Grenåbanen skulle köras i samtrafik som Aarhus Nærbane, vilket innebar att DSB 2012 övertog driften av Odderbanen. Senare beslöts att Odderbanen skulle ingå i den nya Aarhus Letbane, vilken övertog Odderbanen 2016.
Midtjyske Jernbaner bestod därefter under några år endast av Lemvigbanen. Det hade 27 anställda och drev både både person- och godstrafik. År 2020 övertog företaget driften av sträckan Skjern–Holstebro från Arriva och övertog då också fyra  Desiro-tågekipage från DSB, medan trafiken på Lemvigbanen bedrevs med de tre Y-tog, som följde med banan vid fusionen 2008.